# Ademilson Braga Bispo Junior
Ademilson Braga Bispo Junior (født 9. januar 1994) er en brasiliansk fodboldspiller, som spiller for den japanske fodboldklub Gamba Osaka.